# Filipa Azevedo
Filipa Daniela Azevedo de Magalhães (født 31. juli 1991) er en portugisisk sangerinde.
Den 7. marts 2010 vandt Azevedo Festival da Canção 2010, og kom dermed til at præsentere Portugal i Eurovision Song Contest 2010 i Oslo med sangen "Há dias assim".